# نمودار گانت

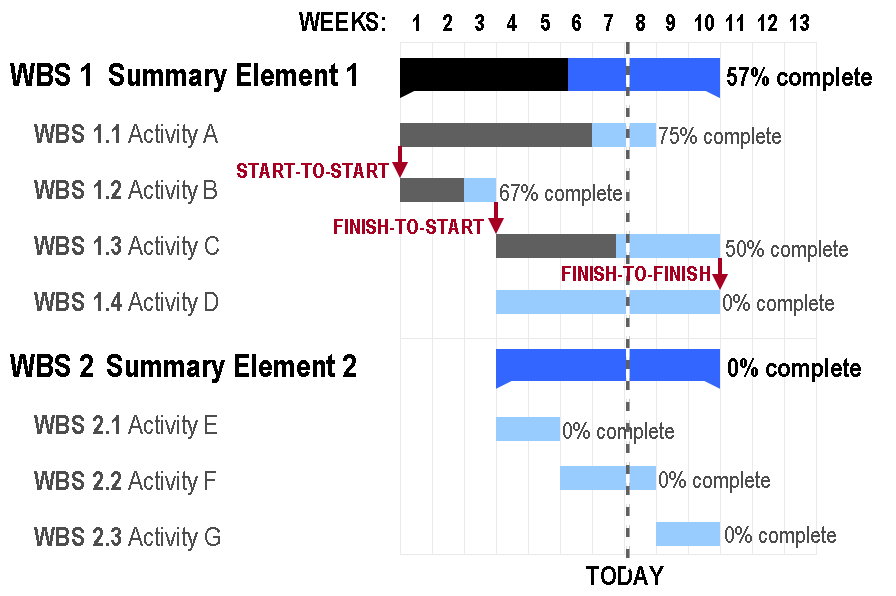
نمودار گانت

نمودار گانت نوعی نمودار میله‌ای است که برنامه زمان‌بندی پروژه را نشان می‌دهد. گانت چارت پروژه وسیله‌ای مفید برای برنامه‌ریزی و زمانبندی پروژه‌ها می‌باشد.
در دوره‌ای که مدیریت علمی شکل گرفته بود، هنری گانت ابزاری برای نمایش میزان پیشرفت یک پروژه در قالب یک جدول ویژه را به وجود آورد. کاربرد اولیه این جدول‌ها پیگیری میزان پیشرفت پروژه‌های ساخت کشتی بود. اکنون برنامه‌ریزی گانت به صورت نمودارهای افقی میله‌ای در مدیریت پروژه‌ها بسیار پرکاربرد شده‌است و این نمودارها به گانت چارت معروف هستند.
فازهای مختلف با خط‌هایی مشخص می‌شوند که از نقطهٔ شروع تا نقطهٔ پایان هر فاز امتداد داردند.
فازها می‌توانند هم‌زمان ولی با طول زمان متفاوت باشند.

## تاریخچه پیدایش
تاریخچه پیداش این نمودار به جنگ جهانی اول بر می گردد. جایی که یک آمریکایی به نام هنری گانت برای نخستین بار جداولی را برای برنامه‌ریزی و کنترل پروژه‌های موسسه کشتی‌سازی خود به کار گرفت. از ان زمان نام گانت به عنوان طراح این جدول به آن اضافه شد. هنری گانت به کمک ابزار ابداعی خود توانست در طول جنگ جهانی اول زمان ساخت کشتی‌های خود را به میزان قابل توجهی کوتاه نماید. امروز گانت چارت به دلیل ساده و قابل فهم بودن آن به عنوان روشی جالب و پرطرفدار در جهان به منظور کنترل و پیش برد پروژه‌ها به کار گرفته می‌شود.

## به بیرون
1. سه روش برای ترسیم گانت چارت